# Rivoluzione costituzionalista brasiliana
La Rivoluzione costituzionalista del 1932 (a volte indicata anche come guerra paulista o guerra civile brasiliana) è il nome dato alla rivolta della popolazione dello stato brasiliano di San Paolo contro la rivoluzione brasiliana del 1930 quando Getúlio Vargas assunse la presidenza della nazione; Vargas era sostenuto dal popolo, dai militari e dalle élite politiche di Minas Gerais, Rio Grande do Sul e Paraíba. Il movimento nacque dal risentimento locale per il fatto che Vargas governasse per decreto, non vincolato da una costituzione, in un governo provvisorio. La rivoluzione del 1930 colpì anche San Paolo, erodendo l'autonomia di cui godevano gli stati durante il mandato della Costituzione del 1891 ed impedendo l'insediamento del governatore di San Paolo, Júlio Prestes, alla presidenza della Repubblica, mentre contemporaneamente rovesciava il presidente Washington Luís, governatore di San Paolo dal 1920 al 1924. Questi eventi segnarono la fine della Prima Repubblica. Vargas nominò un nordorientale come governatore di San Paolo.
L'obiettivo principale della rivoluzione era quello di spingere il governo provvisorio guidato da Getúlio Vargas ad adottare e quindi rispettare una nuova costituzione, poiché al presidente eletto Prestes era stato impedito di entrare in carica. Tuttavia, man mano che il movimento si sviluppava e il risentimento contro il presidente Vargas e il suo governo rivoluzionario cresceva, essa arrivò a sostenere il rovesciamento del governo federale, e s'ipotizzò persino che uno degli obiettivi dei rivoluzionari fosse la secessione di San Paolo dalla federazione del Brasile. Tuttavia, si noti che lo scenario separatista venne utilizzato come tattica di guerriglia dal governo federale per rivoltare la popolazione nel resto del paese contro lo stato di San Paolo, trasmettendo la presunta minaccia separatista in tutto il paese. Non ci sono prove che i comandanti del movimento cercassero il separatismo.
La rivolta iniziò il 9 luglio 1932, dopo che quattro studenti che protestavano vennero uccisi dalle truppe governative il 23 maggio 1932. Sulla scia della loro morte, partì un movimento chiamato MMDC (dalle iniziali dei nomi di ciascuno dei quattro studenti uccisi, Martins, Miragaia, Dráusio e Camargo). Anche una quinta vittima, Alvarenga, venne colpita quella notte, ma morì mesi dopo.
In pochi mesi lo stato di San Paolo si ribellò al governo federale. Contando sulla solidarietà delle élite politiche di altri due stati potenti (Minas Gerais e Rio Grande do Sul), i politici di San Paolo si aspettavano una guerra rapida. Tuttavia, quella solidarietà non si tradusse mai in un sostegno effettivo e la rivolta di San Paolo venne repressa militarmente il 2 ottobre 1932. In totale, ci furono 87 giorni di combattimenti (dal 9 luglio al 4 ottobre 1932, con gli ultimi due giorni dopo la resa di San Paolo), con un bilancio di 934 morti ufficiali, anche se stime non ufficiali riportano fino a 2 200 morti, e molte città nello stato di San Paolo subirono danni a causa dei combattimenti.
Nonostante la sua sconfitta militare, alcune delle principali richieste del movimento vennero infine accolte da Vargas: la nomina di un governatore statale non militare, l'elezione di un'Assemblea costituente e, infine, la promulgazione di una nuova costituzione nel 1934. Tuttavia quella costituzione fu di breve durata, come nel 1937, in mezzo al crescente estremismo sulle ali sinistra e destra dello spettro politico, Vargas chiuse il Congresso nazionale e promulgò un'altra costituzione, che istituì il cosiddetto Estado Novo dopo un colpo di Stato.
Il 9 luglio segna l'inizio della rivoluzione del 1932, ed è una festa e la data civica più importante dello stato di San Paolo. I paulistas (come sono conosciuti gli abitanti di San Paolo) considerano la rivoluzione del 1932 come il più grande movimento della sua storia civica. Fu la prima grande rivolta contro il governo di Getúlio Vargas.

## I paulisti e le forze federali

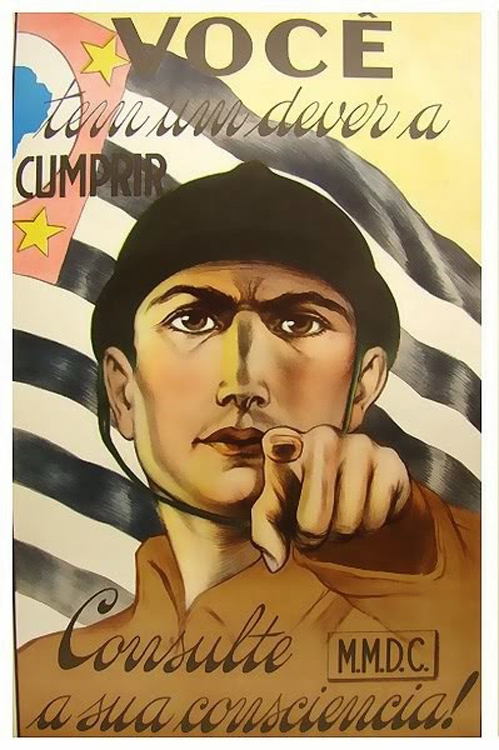
Manifesto di propaganda paulista durante la rivoluzione

Secondo García de Gabiola, quando iniziò la rivoluzione i paulistas influenzarono solo una delle 8 divisioni dell'esercito brasiliano (la 2ª Divisione, con sede a San Paolo), e con metà della brigata mista con sede nella parte meridionale del Mato Grosso. Queste forze vennero rafforzate dalla Força Pública Paulista (la polizia militare dello stato di San Paolo) e dalle milizie del MMDC. In tutto, all'inizio del conflitto c'erano circa 11 000-15 000 uomini, ai quali si aggiunsero poi migliaia di volontari. Infatti, secondo autori come Hilton, San Paolo equipaggiò circa 40 battaglioni di volontari, ma García de Gabiola afferma di aver individuato addirittura fino a 80 di loro, di circa 300 uomini ciascuno. Alla fine, tenendo conto che nell'armeria statale di San Paolo c'erano solo tra 15 000 e 29 000 fucili a seconda della fonte, paulistas non furono mai in grado di armare più di 35 000 uomini al massimo. Inoltre, i paulistas avevano solo 6 milioni di cartucce, fallendo i loro tentativi di acquisire altri 500 milioni, quindi, per un esercito di circa 30 000 uomini che combattevano per 3 mesi, rappresentava solo 4,4 cartucce al giorno per soldato. Contro di esse il Brasile equipaggiò circa 100 000 uomini, ma tenendo conto che un terzo di questa cifra non andò mai al fronte (vennero tenuti a protezione delle retroguardie e per motivi di sicurezza negli altri stati), la loro superiorità numerica era di circa 2 a 1.

## Il corso del conflitto

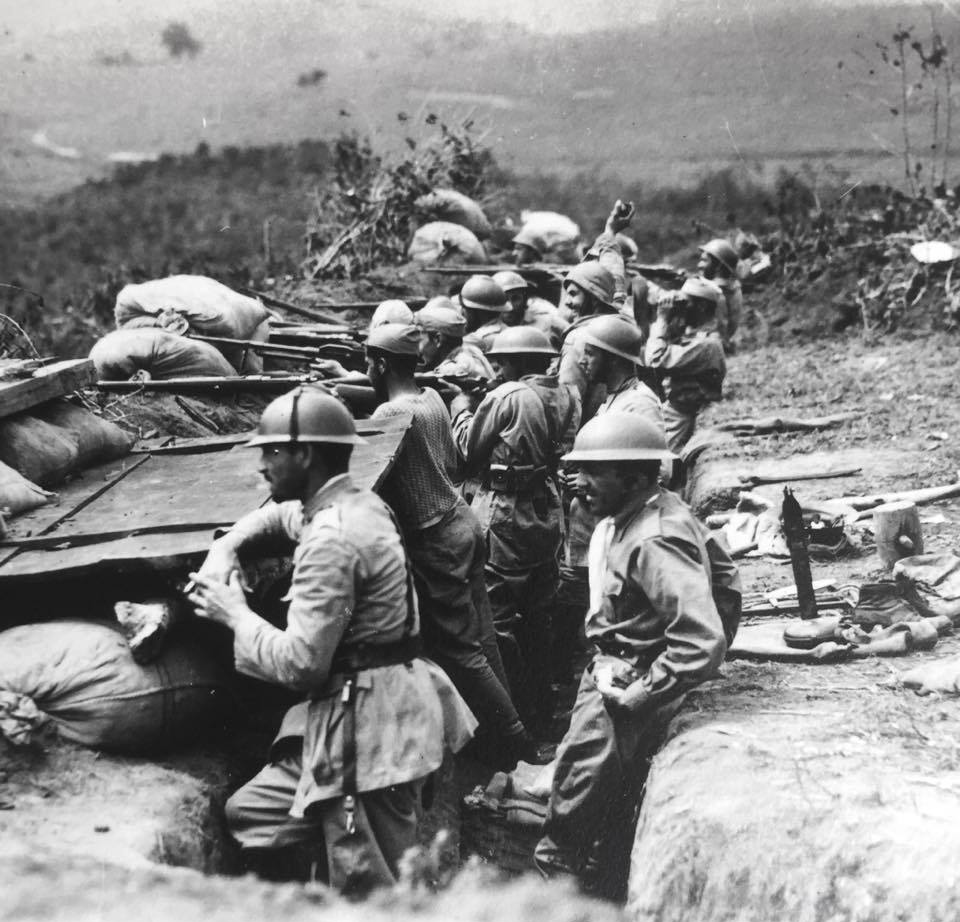
Soldati ribelli trincerati nella periferia di Amparo

Il fronte principale era inizialmente la Valle del Paraíba orientale che conduceva a Rio de Janeiro, allora capitale del Brasile. La 2ª Divisione si ribellò e avanzò contro Rio de Janeiro, ma venne fermata totalmente dalla leale 1ª Divisione di base lì sotto il comando del generale Góis Monteiro, al confine tra gli stati di Rio de Janeiro e San Paolo. Secondo Hilton, il generale Tasso Fragoso, capo di stato maggiore dell'esercito brasiliano, cercò di opporsi allo schieramento della 1ª Divisione nella valle, per essere amico dei ribelli, ma secondo García de Gabiola probabilmente stava solo cercando di proteggere il governo con sede a Rio de Janeiro in caso di una rivolta simile in corso lì. In ogni caso, Góis alla fine s'impossessò su Fragoso e la 1ª Divisione venne piazzata lì appena in tempo per bloccare l'avanzata paulista. Nel Paraíba, Góis Monteiro creò il Distaccamento Est, raggiungendo circa 34 000 uomini, contro circa 20 000 paulistas, ma dopo 3 mesi di guerra di trincea e nonostante l'avanzata di circa 70 km, le forze governative erano ancora a circa 150 km dalla capitale San Paolo quando la guerra finì.
Nel sud dello stato di San Paolo, le forze governative crearono il Distaccamento Sud, composto dalla 3ª e dalla 5ª Divisione federale, da 3 divisioni di cavalleria e dalla brigata gaucho del Rio Grande do Sul, raggiungendo 18 000 uomini contro appena 3-5 000 paulistas a seconda della data. I federali sfondarono la linea difensiva ribelle a Itararé il 17 luglio, producendo la più grande avanzata della guerra, ma erano ancora molto lontani da San Paolo quando la guerra finì. Infine, il fronte decisivo fu il Fronte del Minas Gerais, attivo solo dopo il 2 agosto. La Divisione, lì stanziata, con la Polizia del Minas Gerais e le truppe di altri stati, il 26 agosto sfondò la linea difensiva dei ribelli ad Eleutério (un distretto di Itapira), avanzando di circa 50 km verso Campinas, aggiungendo 18 000 soldati contro circa 7 000 paulistas. In ogni caso, mancavano solo 70 km a San Paolo. I paulistas si arresero il 2 ottobre al generale Valdomiro Lima, zio della moglie di Getúlio, Darci Vargas.

## La task force navale ed il blocco navale di San Paolo

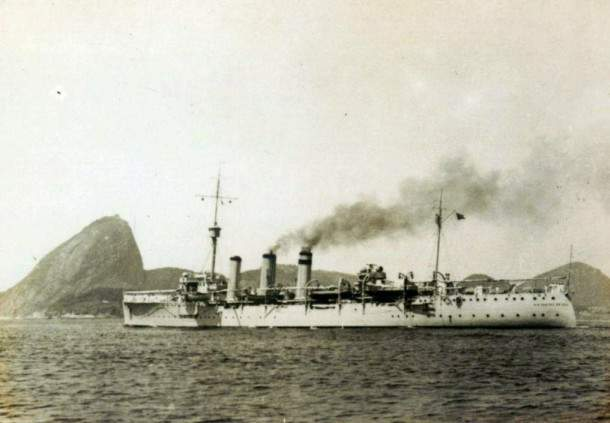
L'incrociatore Rio Grande do Sul della marina militare brasiliana

Nel teatro navale del conflitto la marina brasiliana aveva designato una task force navale per bloccare il porto principale dello stato di San Paolo, il porto di Santos, con l'obiettivo di tagliare l'unica linea di rifornimento dei ribelli per mare.
Il 10 luglio il cacciatorpediniere Mato Grosso (CT-10) lasciò il porto di Rio de Janeiro. Il giorno successivo, l'incrociatore Rio Grande do Sul scortato da due cacciatorpediniere, il Pará (CT-2) ed il Sergipe (CT-7), anch'essi partiti. A supporto della missione, l'aviazione navale inviò tre Savoia-Marchetti S-55A (numeri 1, 4 e 8) e due Martim PM (numeri 111 e 112). Questi cinque aerei partirono da Galeão il 12 luglio. Tutti erano provvisoriamente stanziati nelle insenature dell'isola di São Sebastião, vicino al villaggio di Vila Bela (attuale Ilhabela). La marina intendeva inviare anche alcuni Vought Corsair O2U-2A per Vila Bela, ma l'aviazione navale non si fidava di loro per operare come idrovolanti dalle calette dell'isola, quindi decise di espandere la piccola pista di atterraggio vicino al villaggio in modo che potessero operare con il carrello di atterraggio.

## L'aviazione nella guerra costituzionalista

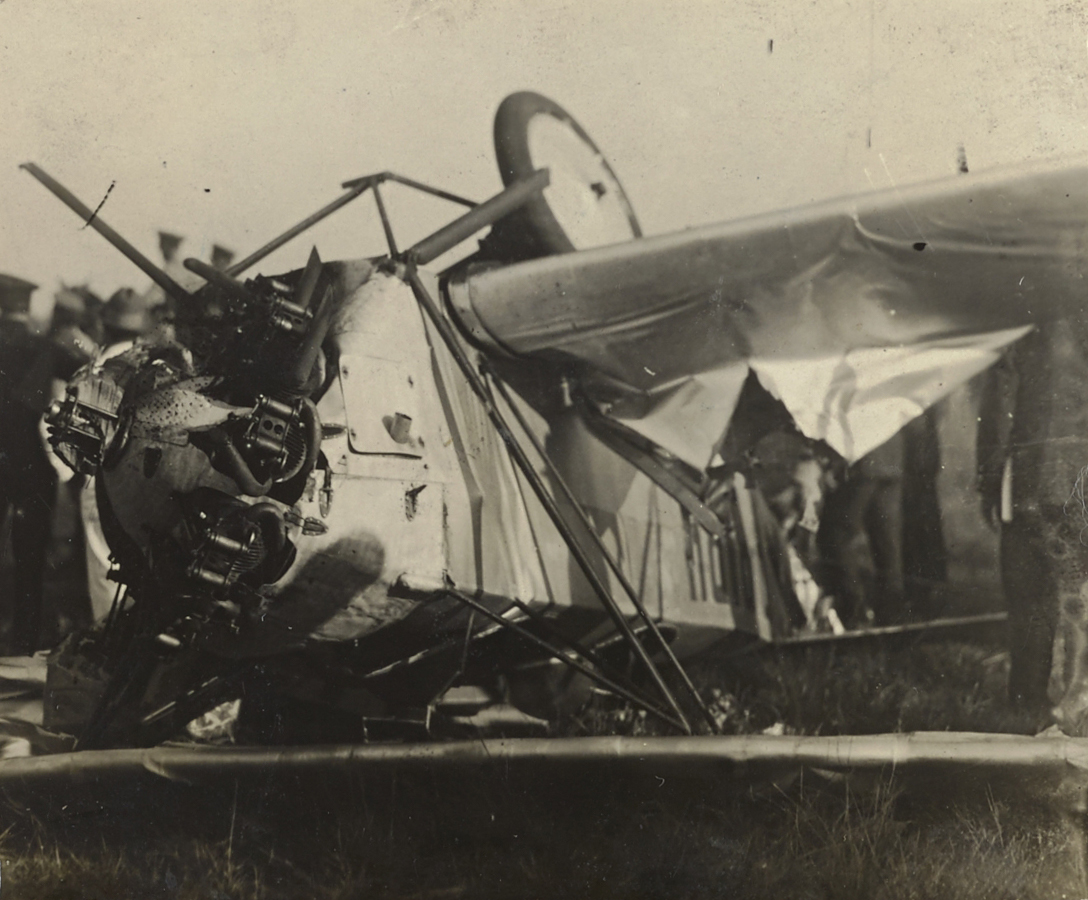
Aereo governativo abbattuto dalle truppe ribelli

L'aviazione svolse un ruolo nella rivoluzione del 1932, sebbene entrambe le parti avessero pochi aerei. Il governo federale aveva circa 58 velivoli divisi tra la marina e l'esercito, poiché l'aeronautica militare in quel momento non costituiva un'arma indipendente. Al contrario, i paulistas avevano solo due aerei Potez 25 e due Waco CSO, più un piccolo numero di aerei privati. Alla fine di luglio, il governo ribelle acquisì un altro ordigno, portato dal tenente Artur Mota Lima, che aveva disertato il campo di Afonsos, a Rio de Janeiro. I vermelhinhos (piccoli rossi), come venivano chiamati gli aerei del governo federale, non solo agivano in prima linea, ma venivano anche usati per bombardare diverse città di San Paolo, tra cui Campinas, causando gravi danni. Servivano anche come arma di propaganda, lanciando volantini sulle città nemiche e concentrando localmente le truppe ribelli. Già il velivolo della Units Constitutionalists Airlines (UAC) noto come "pennacchio di falchi", poteva fare ben poco.

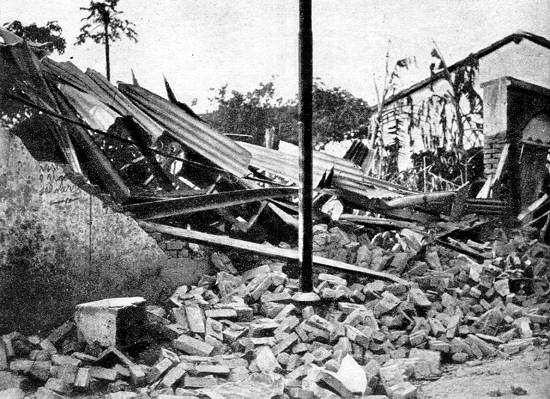
Edificio distrutto dai bombardamenti aerei lealisti a Campinas

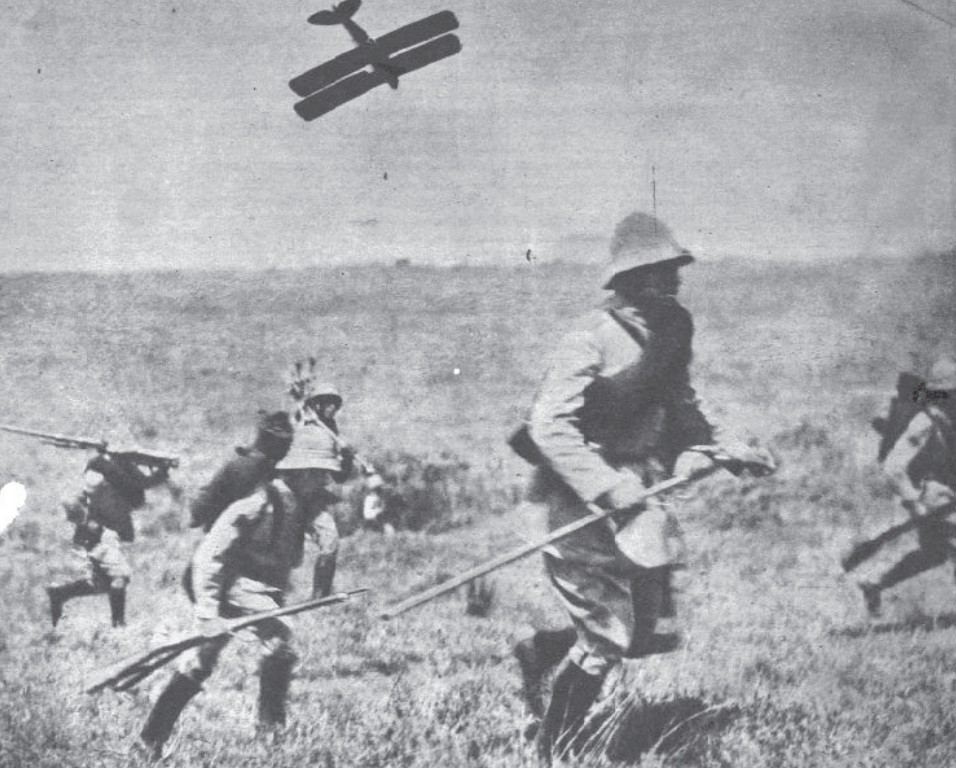
La fanteria ribelle avanza sotto l'attacco aereo del governo

Tuttavia, essi compirono due imprese notevoli: il 12 settembre, in un attacco a sorpresa contro Mogi Mirim (già sotto il controllo di Eurico Dutra), riuscirono a disabilitare cinque dei sette aerei federali di stanza lì prima che potessero decollare; il 24, tre Curtiss Falcon ribelli attaccarono l'incrociatore Rio Grande do Sul, all'ancora a Santos, per allentare il blocco del porto locale. In questo attacco uno degli aerei esplose in aria, uccidendo il pilota e il copilota. Le altre due macchine, invece, riuscirono a portare a termine la missione. Due mesi prima, il 23 luglio, Santos Dumont, depresso per l'uso degli aerei come arma di guerra, si era suicidato a Guarujá.
All'inizio delle ostilità, l'aviazione governativa era meglio servita da mezzi aerei. Venne mobilitata l'aviazione militare: il Gruppo Congiunto dell'Aviazione, con dodici velivoli TOE da osservazione e bombardamento Potez 25 e cinque Waco CSO armati di mitragliatrici e bombe; la Scuola d'Aviazione Militare, con un bombardiere Amiot 122, un Nieuport-Delage Ni-D 72 e undici addestratori Havilland DH 60T Moth, aggiornati nelle missioni di connessione, osservazione e regolazione del fuoco di artiglieria.
L'aviazione navale mobilitò la 18ª Divisione Note con quattro velivoli Vought O2U Corsair e lo Stormo Indipendente Congiunto di Pattuglia Aerea con tre aerei Martin PM e sette Savoia-Marchetti S.55 . Per collegare compiti, ricognizione e osservazione, erano disponibili anche dodici De Havilland DH 60 e due Avro 504.

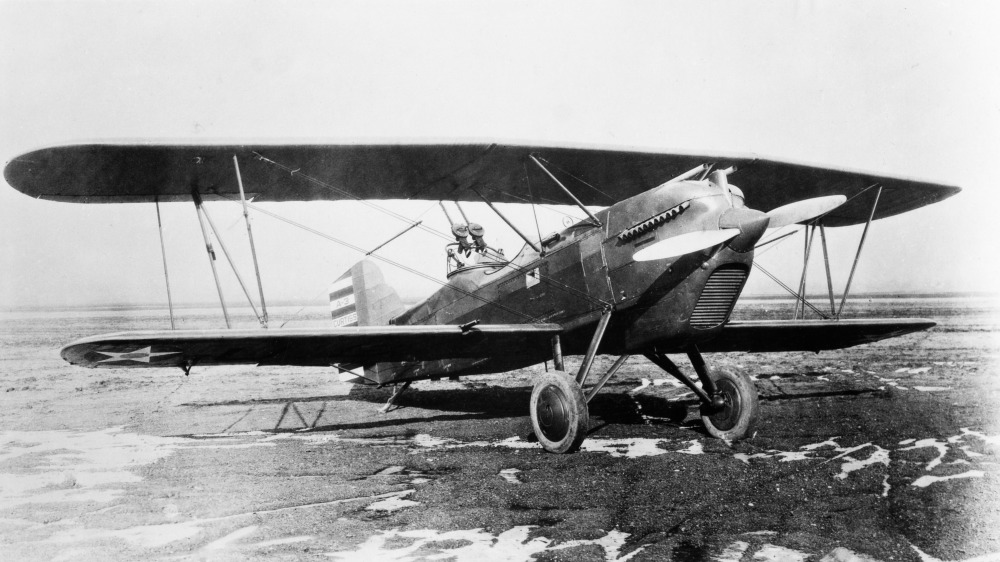
Il Curtiss Falcon, vettore principale dell'aviazione ribelle

Se il primo passo era quello di mobilitare le risorse esistenti, il secondo, sia dei lealisti che dei costituzionalisti, era acquisire mezzi complementari necessariamente importati, poiché l'industria locale non era in grado di produrli. I contratti negoziati dal governo federale, uno solo, per l'acquisto di trentasei Waco C90, si concretizzarono abbastanza rapidamente da consentirne l'uso operativo nel conflitto. Dei trentasei, solo dieci vennero montati in tempo per avere un'effettiva partecipazione ancora con particolarità. L'intenzione era quella di utilizzare il C90 Waco principalmente come aereo da combattimento e secondariamente come bombardamento e osservazione. Il contratto specificava l'installazione di mitragliatrici da 7 mm, con lo scopo di utilizzare munizioni mai prodotte nel paese per armi dello stesso calibro utilizzate nella fanteria. Tuttavia, poiché le munizioni aeree e terrestri avevano caratteristiche distinte, le mitragliatrici di Waco C90 spesso s'inceppavano dopo le prime raffiche. L'aereo andò quindi incontro principalmente a missioni di bombardamento e di osservazione, e i pochi i cui cannoni accettarono le munizioni autoctone vennero intensamente ordinati e commutati sui tre fronti, svolgendo principalmente missioni di caccia.
Per i ribelli, le difficoltà nell'approvvigionamento materiale erano significativamente maggiori. Le trattative a New York, ad esempio, con Consolidated Aircraft per l'acquisto di dieci velivoli Fleet 10D, quando erano quasi completate, vennero interrotte per intervento diretto del governo brasiliano con il Dipartimento di Stato.
Solo anche attraverso un'operazione triangolare a Buenos Aires al fine di aggirare le disposizioni del trattato dell'Avana, fu possibile acquisire dieci aerei (solo 4 arrivarono nell'aviazione ribelle) Curtiss Falcon nello stabilimento di assemblaggio della Curtiss-Wright Corporation a Los Cerrillos, Cile, pagando 292 500 $. Erano velivoli robusti dotati di motore Curtiss D-12 435 H.P., velocità massima di 224 km/h, raggio d'azione di 1000 km e una quota di 4600 m, in grado di effettuare attacchi di bombardamento. Senza dubbio, furono gli aerei più migliorati che parteciparono alla battaglia aerea.

## Nella cultura popolare
La rivoluzione gioca un ruolo chiave nell'ambientazione del libro di Peter Fleming Brazilian Adventure, un ritratto insolito di uno straniero colto nel bel mezzo dei combattimenti.

## Galleria d'immagini

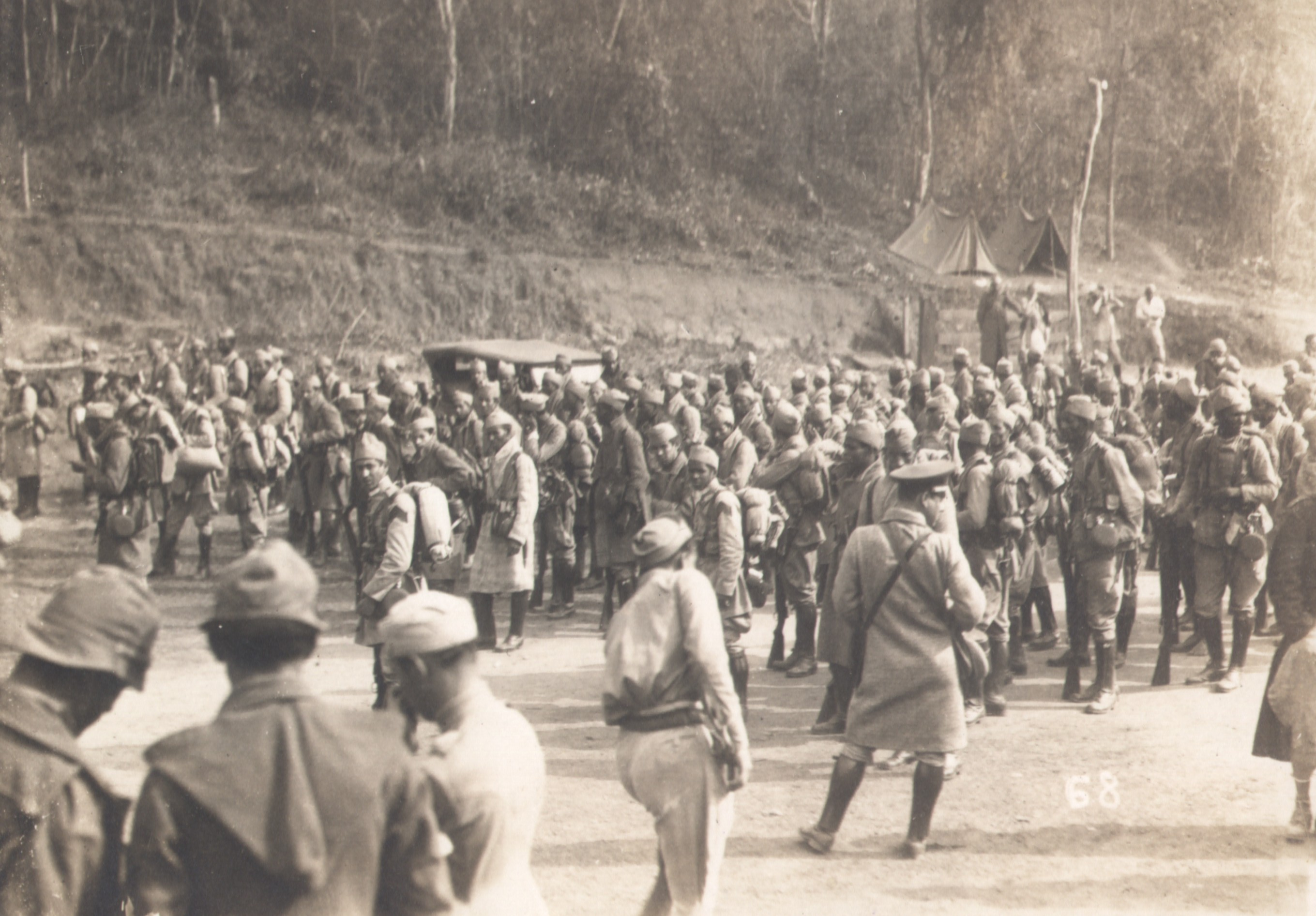
Il 19º Battaglione fanteria della Polizia Militare del Minas Gerais avanza verso la battaglia contro i paulisti.
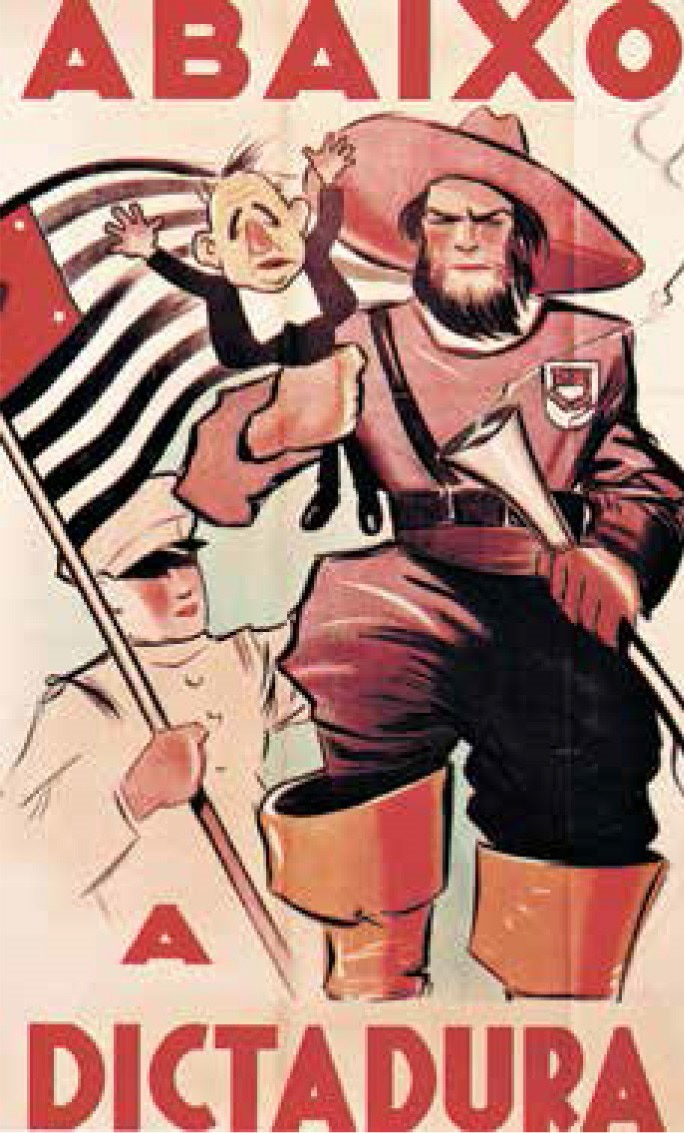
Manifesto di reclutamento della rivoluzione costituzionalista, che mostra un bandeirante con il dittatore Getúlio Vargas, in mano.
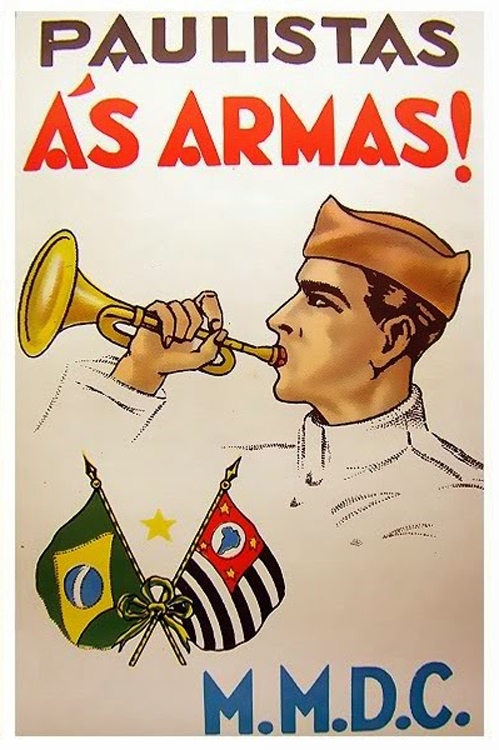
Manifesto di propaganda paulista che mostra la bandiera del Brasile e di San Paolo.
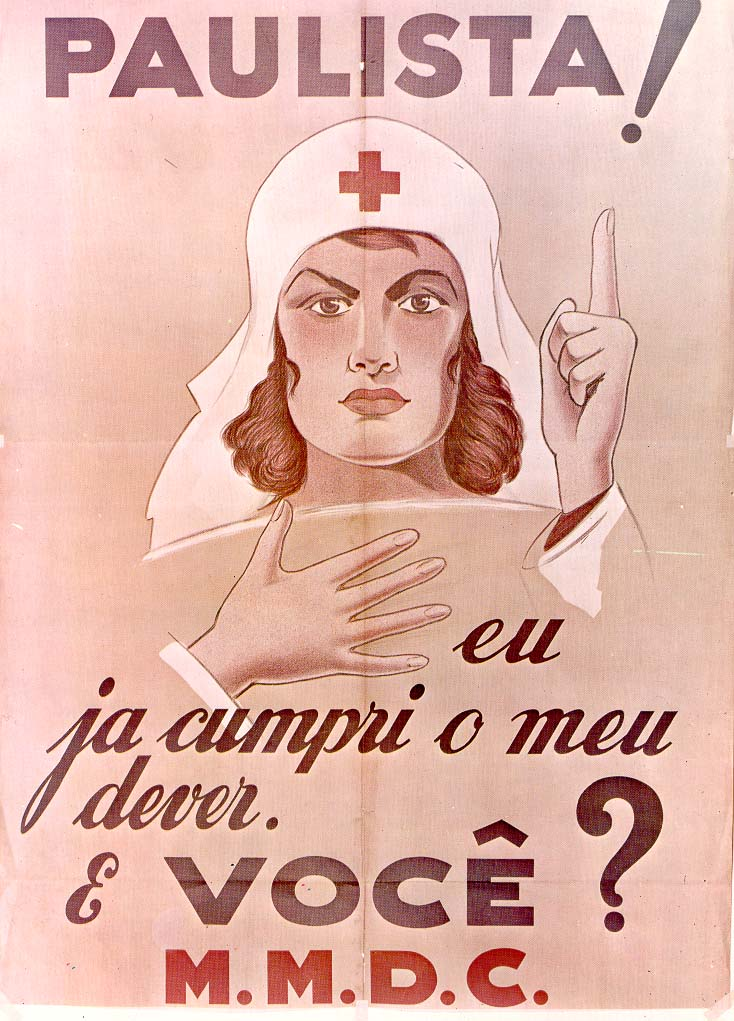
Manifesto di convocazione per le infermiere volontarie pauliste.
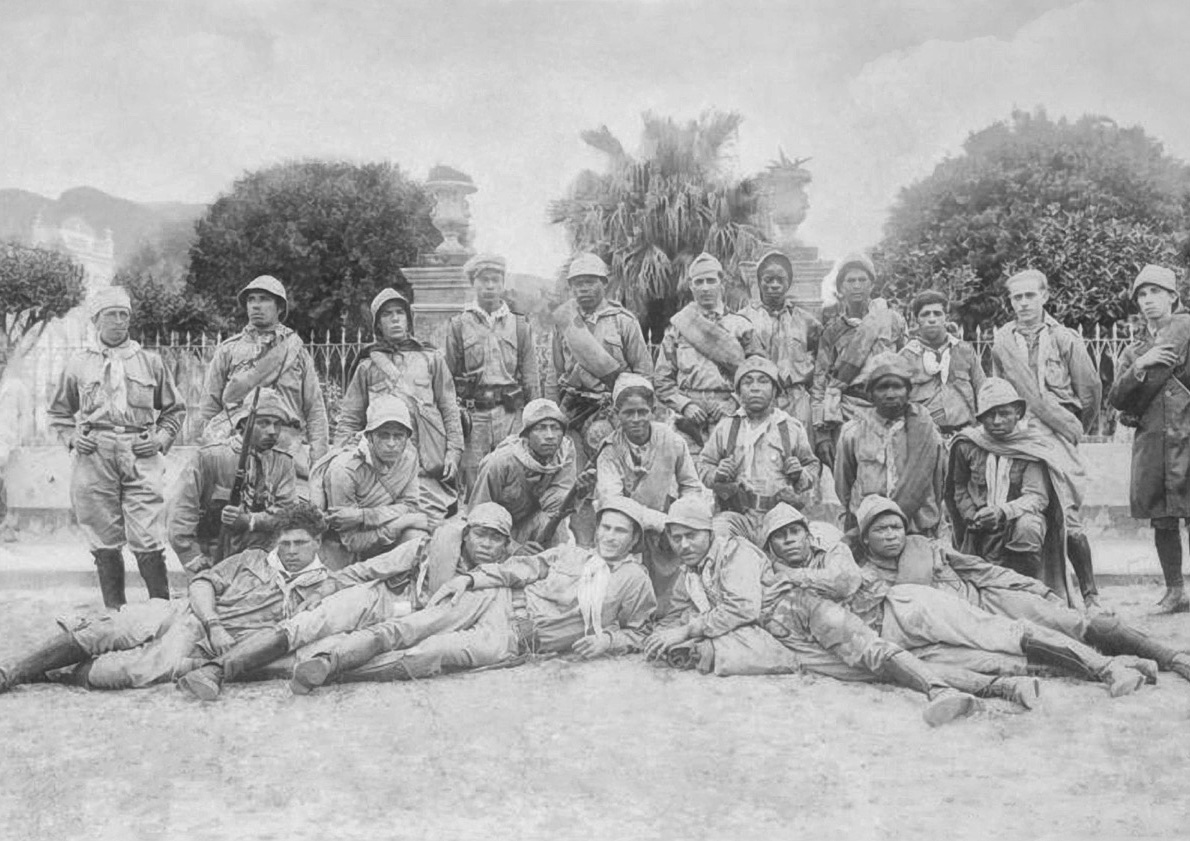
Soldati ribelli.
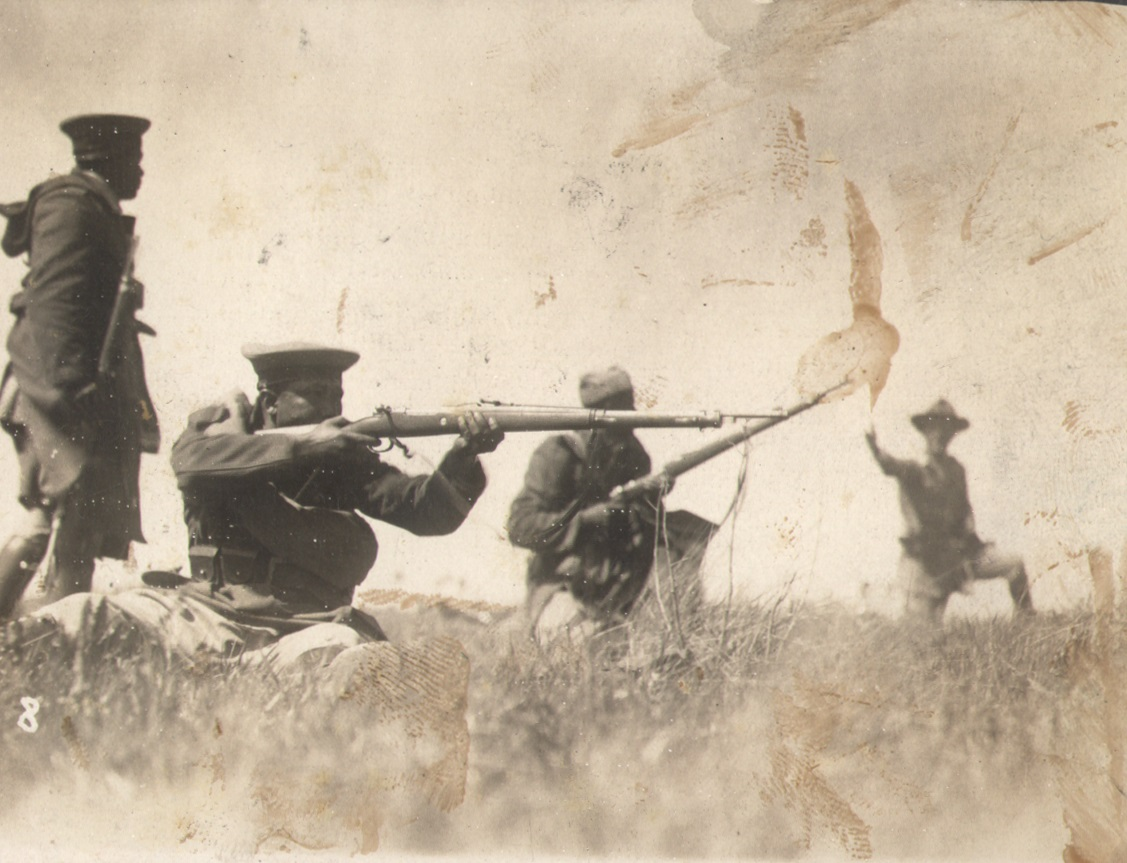
Soldati lealisti in combattimento sotto il fuoco delle mitragliatrici.
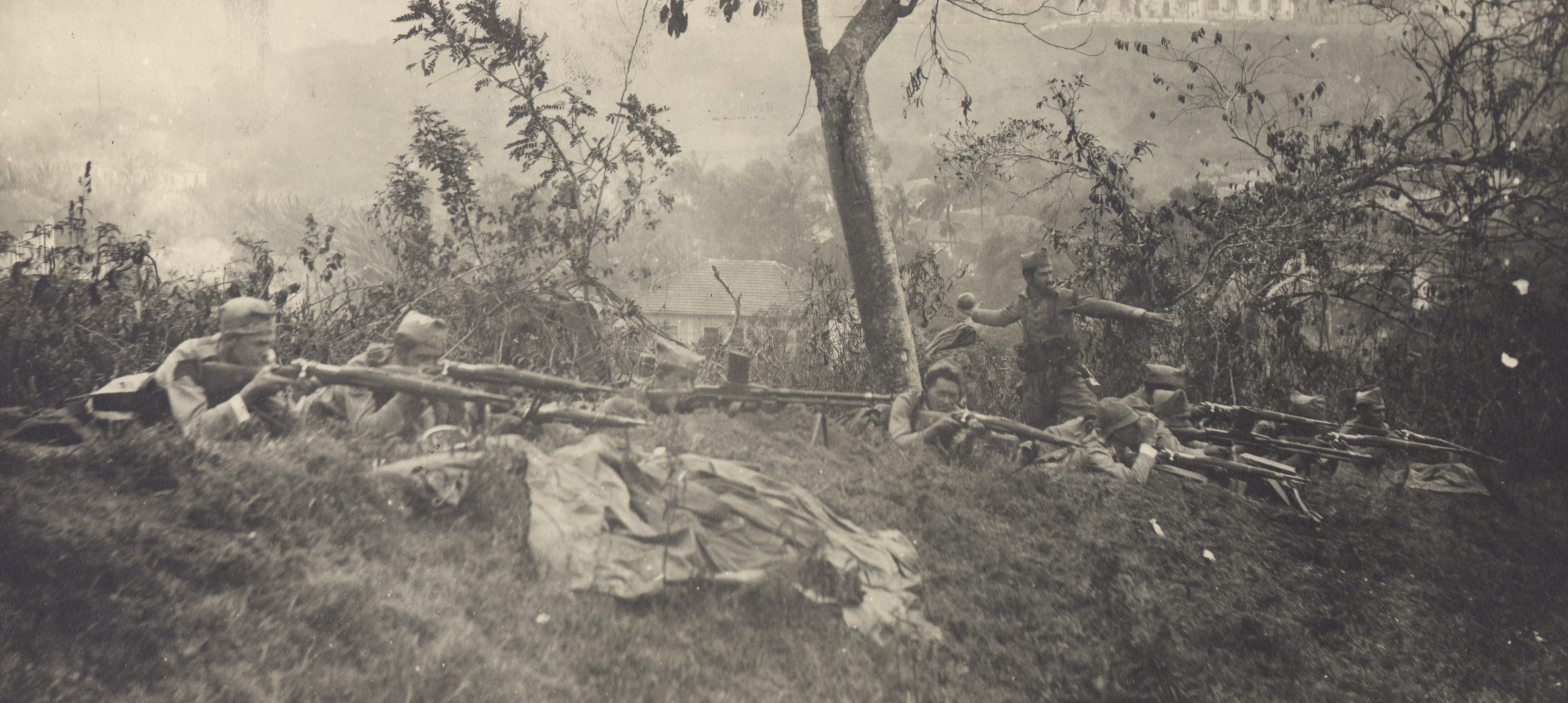
Soldati lealisti in combattimento.
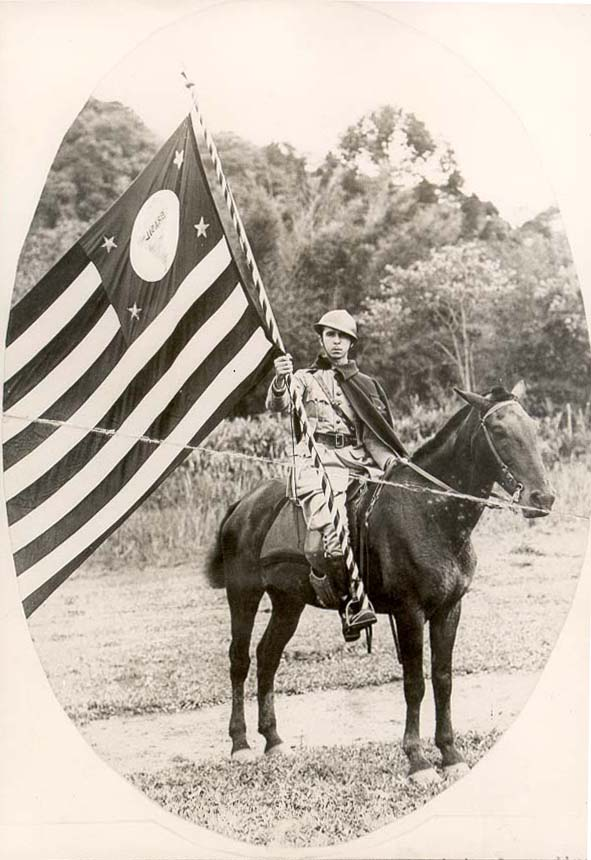
Volontario della cavalleria paulista.
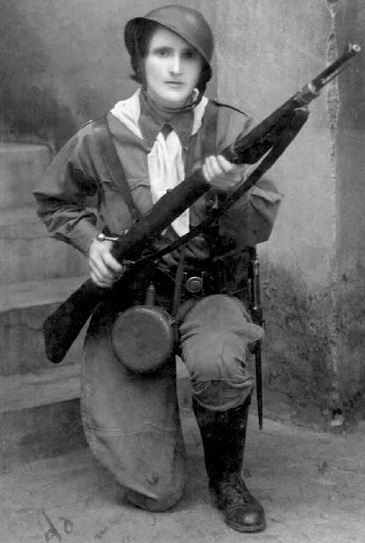
L'insegnante Maria Sguassábia si offrì volontaria nelle trincee di San Paolo nel 1932.
Soldati lealisti brasiliani, settembre 1932.
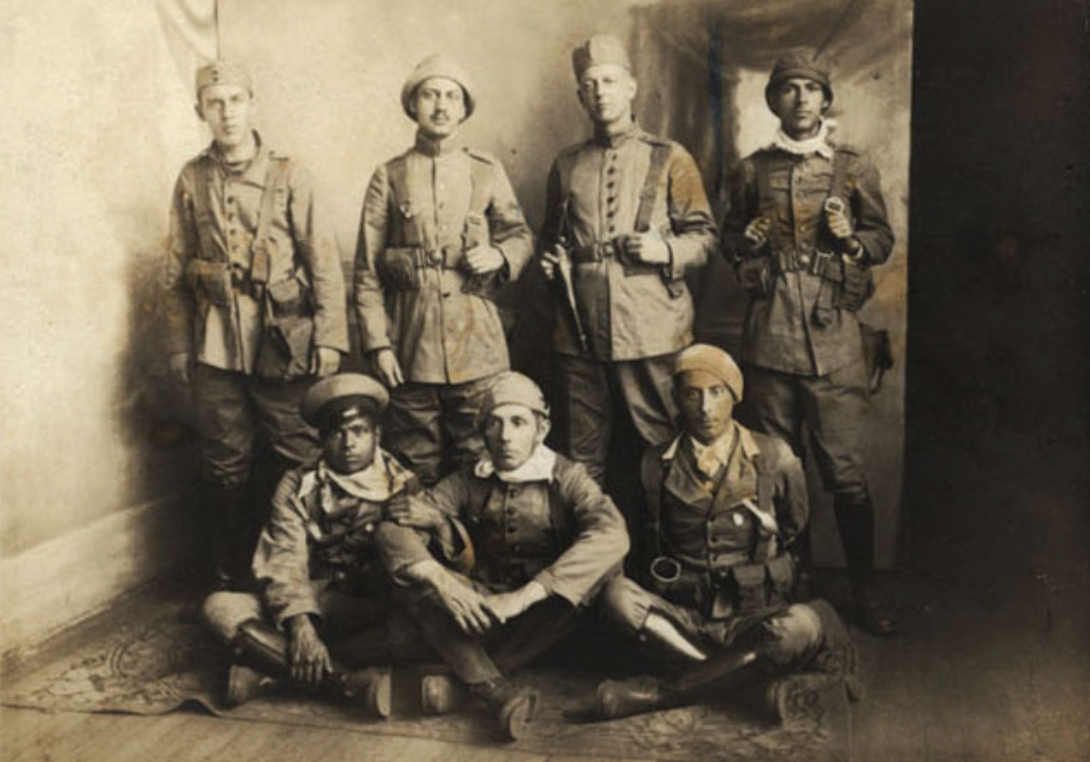
Soldati di San Paolo fotografati da Claro Jansson a Itararé.
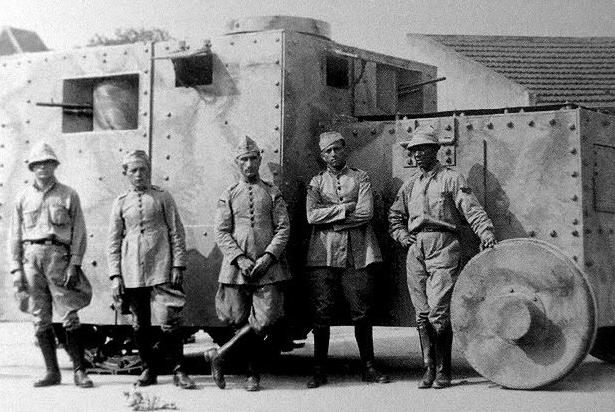
Trattore corazzato chiamato "FS-6" durante la rivoluzione costituzionalista del 1932.
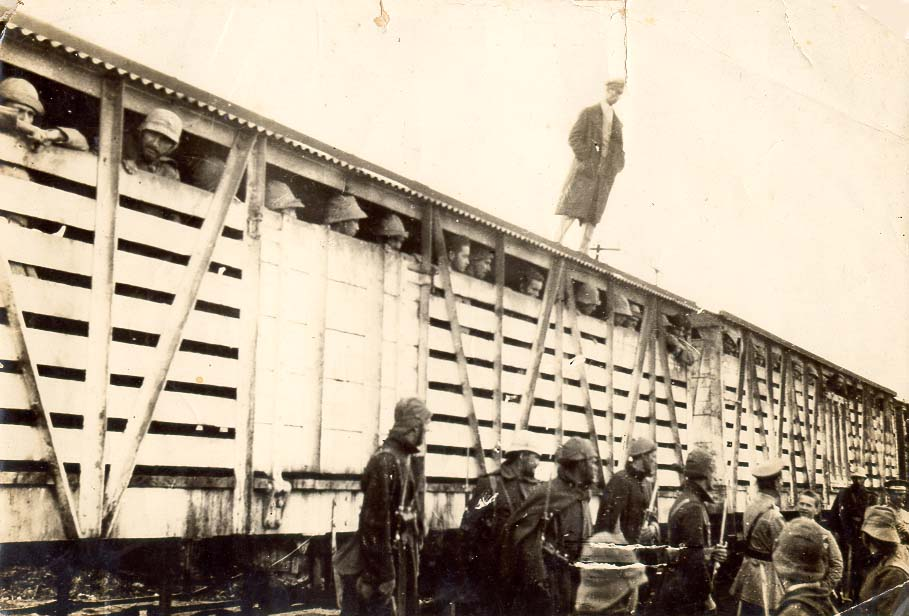
Treno legalista fa prigionieri dei ribelli.
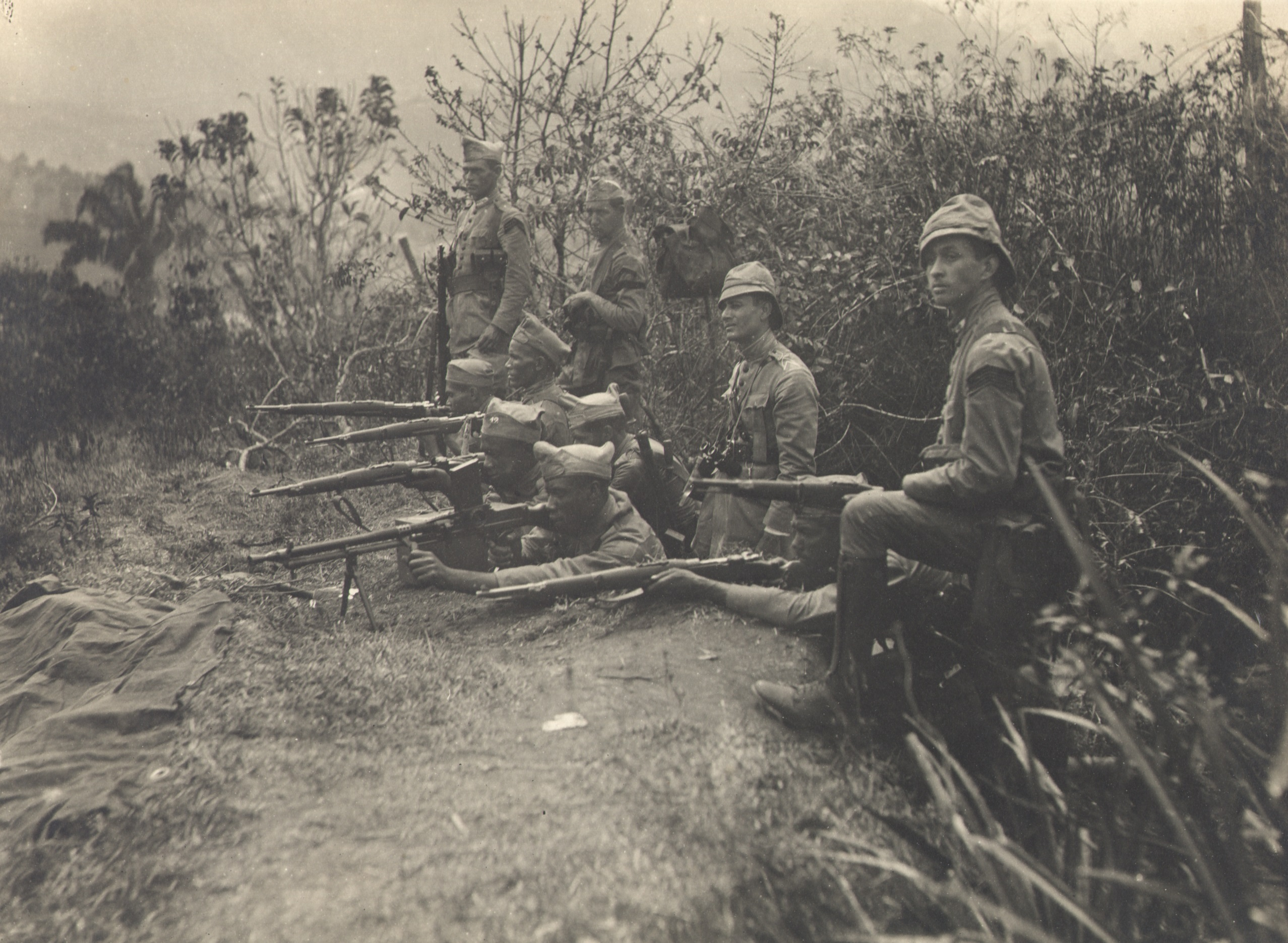
Soldati lealisti nel 1932.